# Anatolij Szelest
Anatolij Borisowicz Szelest, ros. Анатолий Борисович Шелест, ukr. Анатолій Борисович Шелест, Anatolij Borysowycz Szelest (ur. 6 stycznia 1955 w Oleksandrii, w obwodzie dniepropetrowskim) – rosyjski piłkarz pochodzenia ukraińskiego, grający na pozycji pomocnika, były reprezentant ZSRR, trener piłkarski.

## Kariera piłkarska

### Kariera klubowa
W 1972 rozpoczął karierę piłkarską w Zirce Kirowohrad, skąd w 1974 roku przeszedł do Dnipra Dniepropetrowsk. W 1978 został piłkarzem Lokomotiwu Moskwa. W 1982 bronił barw Tawrii Symferopol. Po dwuletnim pobycie w trzecioligowej drużynie Zorki Krasnogorsk w 1986 przeniósł się do komunistycznej NRD, gdzie występował w klubach SV Stahl Thale, Einheit Wernigerode, Motor-II Nordhausen i FSV Wacker 90 Nordhausen. Kiedy nastąpiła era pieriestrojki wyjechał do Szwecji, gdzie w 1990 został piłkarzem Östers IF. Jednak za niedługo powrócił do NRD, gdzie grał najpierw w FC Neubrandenburg, a potem ponownie w Einheit Wernigerode. W 1994 powrócił do Rosji i zajął się piłką halową, grając w Minkasie Moskwa. W 1995 zakończył karierę zawodową w szwedzkim IFK Luleå.

## Kariera trenerska
Jeszcze będąc piłkarzem od 1993 pomagał trenować Interros Moskwa. Po zakończeniu kariery zawodniczej od 1998 prowadził kluby Spartak-Czukotka Moskwa i Liepājas Metalurgs. W 2002 pracował w sztabie szkoleniowym Tomu Tomsk, po czym w latach 2003–2006 trenował FK Orzeł, również posiadając do 2005 stanowisko prezesa klubu. 29 czerwca 2009 objął stanowisko głównego trenera klubu Stawropolje-2009 Stawropol.

## Sukcesy i odznaczenia

### Sukcesy klubowe
- brązowy medalista Pierwszej ligi ZSRR: 1981

### Odznaczenia
- tytuł Mistrza Sportu ZSRR: 1976